# Панвавилонизм
Панвавилонизм — вариант гипердиффузионизма, придававший исключительное значение месопотамской культуре, выводивший все остальные культуры мира из Вавилонии и отрицавший способность других народов к самостоятельному развитию. Панвавилонизм был полулярен среди немецких исследователей рубежа XIX и XX веков. Возникновение панвавилонизма связано с библейской критикой и с протестантским богословием.
Сторонники видели в Шумере, Аккаде, Вавилонии первоисточник цивилизаций большинства народов мира, в том числе народов не только Средиземноморья, но и Индии, Китая, Центральной и Южной Америки. Сторонниками панвавилонизма были Петер Йенсен, Альфред Йеремиас, Гуго Винклер и Фридрих Делич.
Приверженцы панвавилонизма опирались на ряд параллелей между ассиро-вавилонскими источниками (например, космогоническим мифом Энума элиш или картиной Всемирного потопа в эпосе о Гильгамеше) и Библией. Отдельно подчёркивались представления о связи месопотамских астральных мифов с происхождением религий Старого и Нового Света, а также идеи о повсеместной диффузии вавилонской системы мер и других элементов вавилонской культуры. Построения панвавилонизма часто дополнялись ненаучными идеологическими элементами — попытками провести параллели с пангерманизмом, антисемитскими и антихристианскими предубеждениями.
Ведущие специалисты по истории Древнего Востока — Эдуард Мейер, Адольф Эрман, Джеймс Генри Брэстед, Борис Тураев — выступали с критикой панвавилонизма. Они показали, что даже ближайшая географически и активно контактировавшая с Вавилонией египетская цивилизация создала свои письменность и культуру самостоятельно.
Панвавилонизм практически исчез после смерти главного его сторонника — Гуго Винклера.
Утверждения панвавилонизма были опровергнуты астрономическими и хронологическими аргументами немецкого иезуитского священника Франца Ксавьера Куглера. Изучив соответствующие клинописные тексты, он пришёл к выводу, что известнейшие представления месопотамской астрономии имеют относительно позднее происхождение и не могли лечь в основу астрономических знаний других народов.
Как отмечает Симо Парпола, неоспоримая заслуга панвавилонистов состоит в том, что они продемонстрировали определяющее влияние месопотамской мифологии на формирование книги Бытия.